# اليوم العالمي لحرية الصحافة
يحتفل العالم في الثالث من آيار/مايو من كل عام باليوم العالمي لحرية الصحافة، وهو يوم حددته منظمة الأمم المتحدة للتربية والعلم والثقافة اليونسكو، لتحيي عبره ذكرى اعتماد إعلان ويندهوك التاريخي الذي تم في اجتماع للصحافيين الأفارقة في 3 أيار/ مايو 1991.
كان هدف هذا الإعلان تذكير الحكومات بضرورة احترامها لحرية الصحافة، كما ونصَّ هذا الإعلان على ضمان بيئة إعلامية حرة وآمنة للصحافيين، وكذلك يعتبر الثالث من أيار يوم لتأمل الصحافيين والإعلاميين حول قضايا حرية الصحافة وأخلاقياتها.
وتخصص الأمم المتحدة هذا اليوم للاحتفاء بالمبادئ الأساسية، وتقيييم حال الصحافة في العالم، وتعريف الجماهير بانتهاكات حق الحرية في التعبير، والتذكير بالعديد من الصحافيين الذين واجهوا الموت أو السجن في سبيل القيام بمهماتهم في تزويد وسائل الإعلام بالأخبار اليومية.

## وصلات خارجية
- الصفحة الرسمية: اليوم العالمي لحرية الصحافة في موقع يونيسيف.